# Félix Wazekwa
Félix Wazekwa de son vrai nom, Nlandu wazekwa felix né le 14 septembre 1962 à Kinshasa est un artiste, musicien et parolier congolais, auteur d'une ouvrage intitulée ''Les Petits Bonbons de la sagesse''

## Biographie
Félix Wazekwa commence l’apprentissage de la musique en 1982 et 1983, dans le groupe Kin-Verso issu de la commune de Matete à Kinshasa (RDC). En 1985, il se rend en Europe pour ses études et suit des cours de sciences économiques à Paris,.
Il est plus connu dans l'ombre de la classe musicale congolaise grâce notamment pour ses collaborations avec Papa Wemba et Koffi Olomidé. En 1993, alors qu'il venait d'écrire une chanson pour Papa Wemba, celui-ci va lui suggérer pour la première fois de chanter ses propres chansons. Il commencera en 1995 une carrière solo marquée par une rivalité avec Koffi Olomidé,,,.

### Parolier
En 1990, il collabore avec d’autres musiciens en tant que parolier: entre 1991 et 1993, il travaille avec Koffi Olomidé sur les albums Haut de gamme / Koweït, rive gauche et Noblesse oblige. De 1993 à 1995, il collabore avec Papa Wemba sur les albums Foridoles et Pole Position. En 1995, il sort son premier album Tétragramme, YHWH avant d'epouser, le 19 août 1995, l'une des filles du procureur Léon Ngoy Mbikani au Palais de Justice zaïrois,.

### Carrière solo
c'est en 1998 que Felix Wazekwa eut son premier fils et sort son premier album solo ''Bonjour Monsieur'' qui connait un grand succès et lui valu la révélation de l'année. En décembre 1999, il sort son 4e album Sponsor  avec la collaration de Soukous Stars, Damien Aziwa, Djeffard Lukombo, Sec Bidens et Duc Hérode,,,.
Entre 2006 et 2010, accompagné de son groupe Cultur'A Pays Vie, il sort des albums tels que Mosapi liboso, Que demande le peuple ? puis, En 2018, il sort son premier livre, Les petits bonbons de la sagesse et en 2020, son album Article 23,,.

### Vie de famille
En 1999 naît son 2e fils S'grave.

## œuvre
Les petits bonbons de la sagesse, roman, éditions Hachette 2018

## Discographie

### Albums studio
- Tetragramme, YHWH (1995)
- Pauvres, mais…  (1997)
- Bonjour Monsieur (1998)
- Sponsor (1999)
- Signature (2001)
- Yo nani ? (2002)
- Et après... (2004)
- Faux mutu moko boye (2005)
- Que demande le peuple ? (2008)
- Mémoire ya Nzambe (2010)
- Adamu na Eva (2013)
- I love you (2015)
- Article 23 (2020)

### Singles et maxi-singles
- Mosapi Liboso (2006)
- La chèvre de Monsieur Seguin (2009)
- Haut les mains (2011)"
- "Miliki" "(2021)"
- "Épaisseur" "(2022)"

### Collaborations
- Haut de gamme/Koweït, rive gauche (avec Koffi Olomidé) (1992)
- Noblesse Oblige (avec Koffi Olomidé) (1993)
- Foridoles (avec Papa Wemba) (1994)
- Pole position (avec Papa Wemba) (1995)
- Mi Corazon (album Pauvres, mais...) (collaboration avec Johann Frot) (1997)
- Mémoire ya Nzambe (album Mémoire ya Nzambe) (collaboration avec Lutumba Simaro) (2010)
- Stop à la guerre ! (Lutumba Simaro, Innoss'B, Fally Ipupa, Jean Goubald Kalala, King Kester Emeneya, Barbara Kanam, Mbilia Bel, MJ30, Papa Wemba, Koffi Olomidé, etc.) (2012)
- 7 Ans (avec  Nix'xon) (2020)